# Новое Баево
Новое Баево (эрз. Од Баеньбуе) — село в Большеигнатовском районе Мордовии. Входит в состав Киржеманского сельского поселения.

## География
Расположено в 22 км от районного центра и 54 км от железнодорожной станции Ардатов.

## История
Название-антропоним: владельцами населённого пункта были Баевы (Баюшевы). В актовом документе 1690 г. записано: «Алаторец новокрещен Пётр Фёдорович сын князь Баюшев променил свою поместную землю, в Алаторском уезде в Менском стану, на речке Мене пустошь Баюшеву». В «Списке населённых мест Симбирской губернии» (1863) Новое Баево — деревня удельная из 15 дворов Ардатовского уезда. В 1905—1908 гг. была построена церковь и открыта церковно-приходская школа (первая учительница — А. П. Болицкая). В 1913 году в селе было 80 дворов (560 чел.). В 1918 году был организован сельсовет, в 1930 г. — колхоз «Пятилетка» (председатель — «двадцатипятитысячник» В. С. Басюбин), в 1953 г. — укрупненный колхоз «Память Ленина», с 1992 г. — 4 К(Ф)Х (специализация — откормочное животноводство). В современном селе — средняя школа, филиал центральной районной библиотеки, магазин, медпункт, Дом быта, отделение связи.

## Население
| 2002 | 2010 |
| ---- | ---- |
| 219  | ↗236 |

Национальный состав
Согласно результатам Всероссийской переписи населения 2002 года, в национальной структуре населения русские составляли 79 %.

## Источник
- Энциклопедия Мордовия, Р. Н. Бузакова.